# Font d'Alagnon
 (octobre 2013).
Si vous disposez d'ouvrages ou d'articles de référence ou si vous connaissez des sites web de qualité traitant du thème abordé ici, merci de compléter l'article en donnant les références utiles à sa vérifiabilité et en les liant à la section « Notes et références ».
Font d'Alagnon est un cirque glaciaire français situé dans le massif des monts du Cantal, sur la commune de Laveissière, dans le Cantal, en Auvergne-Rhône-Alpes. C'est de là que commence la vallée de l'Alagnon.

## Toponymie
Font d'Alagnon se dit fònt d'Alanhon en auvergnat signifiant « sources de l'Alagnon ». En effet, c'est ici que l'Alagnon prend sa source, formée des ruisseaux de las Chabasses et de Combenègre.

## Géographie

### Topographie
Le cirque glaciaire est formé des sommets et cols suivants (de l'est à l'ouest) : le puy de Massebœuf (1 395 mètres), le col de Font-de-Cère (1 289 mètres), le puy de Combe Négre (1 617 mètres), le col de Rombière (1 549 mètres), le puy Bataillouse (1 683 mètres), le Téton de Vénus (1 669 mètres), les Roches de Vassivière (1 658 mètres) et le Bec de l'Aigle (1 700 mètres).

### Climat
Le climat est de type montagnard. Laveissière est la commune détenant le record pluviométrique de France métropolitaine avec 226 cm/an à 1 230 mètres d'altitude et encore davantage sur les sommets à plus de 1 800 mètres d'altitude (probablement 250 cm/an), ce qui contribue à l'exceptionnelle verdure des paysages. L'été, les journées sont chaudes et les nuits agréablement fraîches. L'hiver, le climat est très rude et les chutes de neige sont importantes, si bien que cette saison dure de novembre à avril et que certaines névés peuvent subsister jusqu'en juillet, voire, quelques rares années, faire la jonction avec les chutes de neige de l'hiver suivant.

### Faune et flore
Font d'Alagnon se trouve au cœur du parc des Volcans d'Auvergne et possède, à ce titre, de nombreuses espèces rares et protégées. On établit trois étages :
- la montagne du Lioran (le terme « montagne » désigne les zones de pâtures jadis défrichées) : de 1 100 à 1 275 mètres d'altitude, présente plusieurs espèces végétales de montagne dont la gentiane jaune ;
- la forêt du Lioran : de 1 275 à 1 450 mètres d'altitude, est constituée de sapins et de hêtres qui cohabitent avec les digitales. On y trouve le cerf, la biche, le chevreuil, le renard, le sanglier et même le loup ;
- les estives : de 1 450 à 1 700 mètres d'altitude, présente les plantes caractéristiques des Monts du Cantal avec la gentiane jaune, l'arnica, la réglisse, etc.

## Histoire
Au XVIIe siècle, le fond du cirque glaciaire, qui était jusque-là recouvert par la forêt du Lioran, est défriché. On y construit le buron de la Montagne du Lioran (ou buron de Font d'Alagnon) qui constitue la première présence humaine sur le site. Au XVIIIe siècle, avec la création de la route royale 126, les voyageurs passent par Font d'Alagnon pour accéder au col de Font-de-Cère et basculer dans la vallée de la Cère. Mais l'accès au col était réputé infranchissable en hiver avec des congères de trois mètres d'épaisseur empêchant tout passage pendant les neuf longs mois de l'hiver. L'été, il était franchi essentiellement par les troupes royales mais était très redouté à cause de la ténébreuse forêt du Lioran, des loups et de nombreux brigands. Le fréquenter était très dangereux comme le témoignaient de nombreuses croix en bois et en fer le long de la route en souvenirs de personnes agressées par les brigands ou les loups, ou bien surprises par les rigueurs de l'hiver. Malgré un franchissement plus facile, ces caractéristiques poussaient la grande partie des voyageurs à reprendre le tracé de l'ancienne voie romaine (via Celtica) qui franchissait les monts du Cantal. 
Après la percée du tunnel du Lioran, le premier tunnel de France et le plus long du monde à l'époque, Font d'Alagnon n'est plus fréquenté que par les buronniers et leurs troupeaux de salers.
Avec l'arrivée du chemin de fer, le Lioran connaît une renommée grandissante des touristes bourgeois qui viennent profiter de son air pur, de ses paysages et de sa géologie (sciences très à la mode à l'époque). Puis, au début du XXe siècle, c'est ici que les premiers skieurs dévalent les pentes du Lioran et que d'importantes compétitions de ski sont organisées.
Dans les années 1960, la station du Lioran nait et son domaine skiable va jusqu'à s'étendre dans Font d'Alagnon.

## Tourisme
L'été, le cirque accueille un centre équestre, les randonneurs et un parc de VTT de descente.
L'hiver, il est fréquenté des adeptes de sports d'hiver (ski alpin, ski de fond, raquettes, etc.)

## Voies d'accès
Le cirque est accessible par la route impériale reliant Font d'Alagnon au col de Font-de-Cère.